# ユダヤ人評議会
ユダヤ人評議会（ユダヤじんひょうぎかい、ドイツ語: Judenrat）は、ナチス・ドイツ占領下の東ヨーロッパに設置されたゲットーの内部において運営を委ねられていたユダヤ人による「自治組織」である。同じくドイツ占領下であってもゲットーが設置されなかった西ヨーロッパには創設されなかった。ただし例外的にオランダにはユダヤ人評議会が置かれた。

## 東欧のユダヤ人評議会

### 誕生
1939年9月にドイツ軍はポーランドを占領した。ドイツ当局はポーランド・ユダヤ人の管理方法として、ユダヤ人を都市に集中させるとともに、その都市にユダヤ人評議会を創設してユダヤ人を管理させる事を考えた。ユダヤ人管理をユダヤ人自治組織にやらせる事は、「欠陥が現れた時、ユダヤ人の憤慨の方向がドイツ当局にではなく、ユダヤ人自治組織に向かう」よう仕向けることにもつながり、ドイツ当局にとっては効率的な事であった。
1939年9月21日、保安警察長官ラインハルト・ハイドリヒは、アインザッツグルッペンの指揮官に対してポーランドの各都市のユダヤ人共同体（ケヒッラー）に権威あるユダヤ人男性24名から成るユダヤ人長老評議会 (Ältestenrat der Juden) を創設させるよう命令を出した。この命令の別の個所では長老評議会 (Ältestenrat) がユダヤ人評議会 (Judenrat) という言葉に置き換えられており、二つの用語は完全に同義であった。
このハイドリヒの命令に基づき、ユダヤ人評議会（もしくはユダヤ人長老評議会）がポーランドの各地に次々と設置されていった。クラクフでは1939年9月21日にマレク・ビーバーステインを議長とするユダヤ人評議会が創設された。ワルシャワでは1939年10月4日にアダム・チェルニャクフを議長とするユダヤ人評議会が創設された。ウッチでは1939年10月13日にモルデハイ・ハイム・ルムコフスキを議長とするユダヤ人長老評議会が創設された。
これを追認する形で1939年11月28日にポーランド総督ハンス・フランクは彼の領域下のユダヤ人共同体に対してユダヤ人評議会を創設するよう法令を出した。フランクの出した法令は、人口1万人以下のユダヤ人共同体はユダヤ人評議会の議員を12名選出、また人口1万人以上のユダヤ人共同体は24名の議員を選出することを求めた。そして各ユダヤ人評議会は各都市のドイツ人市長の管理下に置くこととした。
評議会メンバーに選ばれたのは戦前のポーランドでユダヤ人共同体の長だった者、ユダヤ人政党の議員として地方議会に議席を持っていた者、またユダヤ系慈善団体やユダヤ教の宗教団体などの幹部の者であった。ドイツ語を話せる者が優先的に選ばれ、ユダヤ教正統派ラビや社会主義者はなるべく外された。

### ゲットー管理
この後、ユダヤ人が多数暮らしているポーランドの都市部にはゲットーが次々と創設され、ユダヤ人はそこへ押し込まれていった。さらに独ソ戦開始後にはドイツ軍が占領したバルト三国やソビエト連邦西部の各都市にもユダヤ人評議会が組織され、ゲットーが創設されていった。
ゲットーの日常的運営はユダヤ人評議会に任せられ、一応ユダヤ人の自治の形が整えられた。評議会はゲットー外のドイツ当局から命令を受けた時には逆らうことは一切できなかったが、ゲットー内においては、警察業務・公衆衛生・福祉・食料調達・仕事の斡旋・福祉・水道・光熱といったサービスの提供を可能な限り行い、一定の政治権力を行使した。
ゲットー外のドイツ当局の命令には逆らえない点では全てのユダヤ人評議会は共通していたが、ゲットー内における評議会の権力には強弱があった。たとえばワルシャワ・ゲットーの評議会は比較的自由な統治を行い、ゲットー内は自由経済で運営されていたが、一方ウッチ・ゲットーでは評議会議長ルムコフスキによる独裁的な政治が行われ、統制経済で運営されていたので各方面に評議会が影響を及ぼした。
評議会メンバーはその権力から他のゲットー住民と比べてかなりの余得を持っており、住民から批判を受けることが多かった。しかも評議会が社会福祉事業を次第に行わなくなってきたことで、ゲットー内では様々な地下組織や相互援助組織が作られていくこととなった。ワルシャワ・ゲットーではこれらの組織は評議会と一定の協力関係にあったが、独裁的な体制下にあったウッチ・ゲットーでは完全に評議会と敵対関係になった。

### ユダヤ人移送
ゲットーの住民を絶滅収容所や強制収容所へ移送するようドイツ当局から評議会に命令が来るようになると、評議会からも命令を拒否する者が多く出た。ユダヤ教の聖典『タルムード』は異教徒から「お前たちの仲間の一人を我々に差し出せ。我々はその人間を殺す。出さなければ、お前たち全員を殺す。」と脅された時には、一人を差し出さずに全員が殺されるべきであると説いていた。ルヴフ・ゲットーのユダヤ人評議会議長ヨーゼフ・パルナスはドイツ当局から数千人のゲットー住民の移送を求められたが、拒否してドイツ当局によって銃殺刑に処せられている。ルブリン地区のボルゴラジ・ゲットーの評議会員たちも住民の引き渡しを拒否して銃殺された。ワルシャワ・ゲットーのチェルニャクフは移送命令書にサインができず、青酸カリを飲んで自殺した。しかし他方で移送に協力した評議会も多くあり、ウッチ・ゲットーの評議会議長ルムコフスキーやヴィリニュス・ゲットーの評議会議長ヤクプ・ゲンスはゲットー住民の移送を断行した。
ドイツ当局によってゲットーが最終的に解体されるとユダヤ人評議会も解散させられた。以降は評議会メンバーも特別扱いはされず、他のゲットー住民たちと同様、絶滅収容所や強制収容所などへ移送されていき、多くは収容所内で非業の最期を迎えた。

## オランダのユダヤ人評議会
ドイツ軍占領下のオランダにもユダヤ人評議会（オランダ語: Joodsche Raad）が置かれた。1941年2月12日に創設された。この評議会はアブラハム・アッシャーとダーヴィット・コーエンによって指導され、評議会員は実業家によって構成された。
はじめは評議会の権限はオランダユダヤ人の60%を構成するアムステルダム・ユダヤ人に限定されていたが、徐々に権限が拡大され、1941年代後半には全オランダ・ユダヤ人に影響力を持った。
アムステルダムにはユダヤ人地区などがあったが、全住民が居住を強制されるゲットーのようなものは存在しなかったので、オランダのユダヤ人評議会は東欧のユダヤ人評議会の役割とはやや異なる。基本的にはオランダのユダヤ人評議会はオランダ・ユダヤ人にダビデの星のバッジを配布したり、ユダヤ人移送リストをドイツ当局に提出するなどの対独協力機関であった。彼らはそれによってオランダ・ユダヤ人が救えると思いこんでいた。1943年9月、ドイツ当局の命令により解散させられた。戦後、評議会員の数名は対独協力の容疑で告発された。

## 戦後の評価
戦後、哲学者のハンナ・アーレントは、著書『エルサレムのアイヒマン』のなかで、ユダヤ人評議会および指導者を「自らの民族の滅亡に手を貸した」と批判した。彼女は、「ユダヤ人指導者らがナチへの協力を拒否していれば殺害されるユダヤ人の数ははるかに少なかったはずだ」と主張し、ナチに協力したユダヤ人指導者の道徳的責任を追及した。特に、ウッチ・ゲットーのユダヤ人長老評議会議長モルデハイ・ハイム・ルムコフスキを「裏切り者」と非難している。ルムコフスキは、自らのナチへの積極的な協力が「ウッチ・ゲットーが有益である」ということのアピールとなり、結果としてユダヤ人犠牲者の数は少なく抑えられると考えていた。すなわち、ナチの要請に従って、殺害されるべきユダヤ人をナチに引き渡すことで、残りのユダヤ人の命を救おうと考えたのである。これに対してアーレントは、このようなルムコフスキの功利主義的な考えを非難し、「彼が生きていたならばナチ戦争犯罪人のように裁判にかけられるべきだった」と唱えている。また、アーレントは、ルムコフスキが「ウッチの総統」のように振る舞い、自らの名で紙幣や硬貨を発行するなどといった独裁者じみた行動をとっていたことも非難している。
ユダヤ神学者のリチャード・L・ルーベンスタイン (Richard L. Rubenstein (en)) は、アーレントとは異なり、子供などの無力な人間を犠牲にすることで最大限の命を救うというルムコフスキの功利主義・帰結主義的な考えには一定の効果があったと見ているものの、ルムコフスキが誰が生きるべきで誰が死ぬべきかを決定する神のような権力を享受していたことの道徳的問題を指摘している。また、ルーベンスタインは、アーレントと同じく、ルムコフスキが統治期間の大半を「自らの小さな王国〔ウッチ・ゲットー〕の総統」としての役割を謳歌していた点を問題視している。
これに対してプリーモ・レーヴィは、ゲットーという極限状態に置かれたルムコフスキの行動を非難する権利は誰にもない、として、道徳的判断を保留する態度を示している。